# Anti-helmíntico

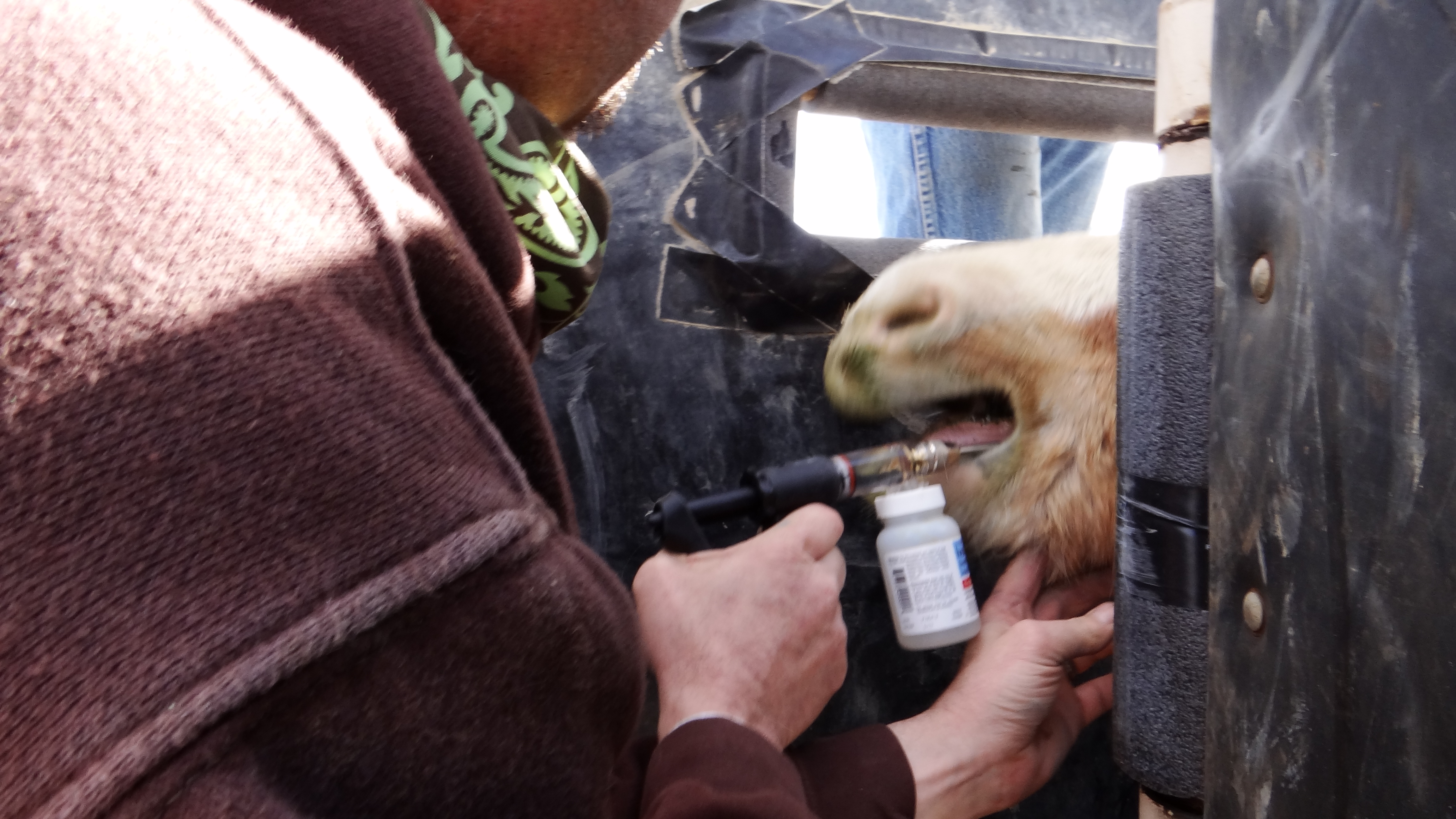
Um veterinário vermifuga um cavalo selvagem que será colocado para adoção. Cavalos são vermifugados para livrá-los de parasitas internos. Também são vacinados contra doenças como rinopneumonite, gripe, tétano e raiva

Os anti-helmínticos, também conhecidos como parasiticida, vermicidas ou vermífugos, constituem uma classe de drogas (remédio ou medicação) utilizadas no tratamento de diferentes parasitoses. 

## Mecanismo de ação
Essas drogas possuem basicamente dois mecanismos de ação: (i) anti-helmínticos que atuam em canais iônicos dos parasitas, como por exemplo o levamisol, que são agonistas do canal nicotínico de nematodos e (ii) os que não são direcionados para os canais iônicos, como os benzamidazois, que se ligam à β-tubulina e bloqueiam a formação do microtúbulo no parasita.

## Classificação

### Drogas que atuam em canais iônicos
Os  canais iônicos são proteínas de membrana que na presença de um ligante podem se abrir e permitir o influxo ou efluxo de íons (i.e., K+, Cl– ,Na+) para o interior da célula. A estratégia principal da ação dos anti-helmínticos é ativar ou bloquear esses canais iônicos.
Um dos principais alvos dos anti-helmintivos são receptores nicotínicos. Por exemplo, o levamisol e o pirantel são ligantes de receptores nicotínicos que promovem uma despolarização da membrana plasmática fazendo com que o músculo do parasita fique paralisado . O fato dos receptores nicotínicos de helmíntos serem diferentes dos receptores de mamíferos possibilita uma ação seletiva das drogas somente para o parasita, fazendo com que o hospedeiro sofra poucos efeitos adversos.
Um outro alvo de ação de anti-helmínticos são os receptores GABA, que são metabotrópicos (acoplados à proteína G). Agonistas deste receptor do parasita ira atuar nos músculos somáticos, fazendo com que aumente a entrada de cálcio na célula e causando uma hiperpolarização. Por consequência, essa mudança de potencial elétrico da membrana fará com que ocorra uma paralisia muscular no helminto. Um exemplo de droga que atua dessa forma é a piperazina. As avermectinas constituem uma outra classe de medicamentos que atuam nos canais iônicos de helmintos. Esta classe de droga faz com que aumente o influxo de cálcio nas células musculares e nervosas do helminto. Apesar de ser muito semelhante a piperazina, acredita-se que o alvo farmacológico não seja via GABA e sim via canais de glutamato para cloreto. Exemplos de avermectina são ivermectina, abamectina e doramectina.
O praziquantel é uma droga usada para o tratamento de Schistosoma mansoni e o mecanismo de ação dessa droga baseia-se na despolarização de tegumento que vai ocasionar a entrada de cálcio na célula, porém ainda é desconhecido o mecanismo que regula a entrada do cálcio na célula. Acredita-se que o praziquantel compita pelo mesmo sítio de ligação da cafeína, assim o praziquantel atuaria no canal indutor e liberador de cálcio que fica no retículo sarcoplasmático de células musculares.
| Alvo farmacológico                 | Nome genérico da droga                               |
| ---------------------------------- | ---------------------------------------------------- |
| receptor nicotínico (em nematodos) | levamisol, butamisol, pirantel, morantel, debefenium |
| receptor GABA                      | piperazina                                           |
| receptores de glutamato e cloreto  | ivermectina, abamectina, doramectina, moxidectina    |
| permeadores da membrana de cálcio  | praziquantel                                         |

### Drogas que não atuam em canais iônicos
Os anti-helmínticos podem utilizar diversas estratégias para promover suas ações. 
- Os benzamidazois são efetivos contra nematodos do trato gastrointestinal, em doses altas são também efetivos contra trematodos. Estas drogas se ligam a β-tubulina que junto a α-tubulina realiza a polimerização para formar microtubulos na célula. Os microtúblos realizam várias funções dentro da célula, incluindo o transporte de secreções citoplasmáticas[11].

- Os salicilanilídeos e fenóis substituidos são ionóforos de prótons. Para isso, essas moléculas possuem um grupo de prótons removíveis que, ao entrar na célula, mais especificamente na membrana interna da mitocôndria, reduz o gradiente de prótons que é necessário para que ocorra a produção de ATP. Dessa forma, o helminto não consegue produzir ATP e morre[12].

- Alterar o metabolismo do malato é uma outra estatégia utilizada pelos anti-helmínticos. O malato é um intermediário da glicose no parasita. Os medicamentos como diamfenetida são eficazes contra faciola enquanto imatura e possuem uma maior eficácia se o parasita estiver no fígado do hospedeiro. Essas moléculas são pró-fármacos e no fígado elas são desacetiladas, formando monoamina e diamina. Essas aminas têm a capacidade de fazer a concentração de malato aumentar. Apesar de se saber que o aumento da produção de malato é tóxico para o parasita, não se sabe o mecanismo de ação completa desse fármaco[13] [14] [15].

- Além desses mecanismos, os anti-helmínticos podem atuar inibindo enzimas relacionadas ao metabolismo da glicose, como é o caso da closurlon. Inibir a enzima fosfoglicerato quinase promove o bloqueio no metabolismo da glicose e faz com que o parasita morra.

- A dietilcarbamazina atua no bloqueio do ácido araquidônico, atuando assim na via anti-inflamatória. A inibição da produção de PGI2 e PGE2, moléculas que controlam o fluxo de vasos sanguíneos, pode promover no parasita uma vasoconstrição e aumentar a taxa de agregação de granulócitos e plaquetas do hospedeiro. Concomitantemente, ocorre a ativação do sistema imunológico; sendo assim, a dietilcarbamazepina tem uma resposta imune inata e não adaptativa[16].

| Alvo farmacológico                               | Nome genérico da droga                                                                         |
| ------------------------------------------------ | ---------------------------------------------------------------------------------------------- |
| β-tubulina (em nematodos)                        | tiabendazol, combendazol, oxibendazol, albendazol                                              |
| β-tubulina (em nematodos, cestoda e trematódios) | fenbendazol, oxfendazol, mebendazol, flubendazol, febantel, netobimim, tiofenato, triclabenzol |
| desacoplamento da fosforilação oxidativa         | closantel, rafoxanida, oxiclosanida, brotianida, niclosamida                                   |
| metabolismo do malato                            | diamfenetida                                                                                   |
| fosfoglicerato quinase e mutase                  | clorsulon                                                                                      |

### Resistência a anti-helmínticos
Para a criação da resistência a certas drogas os parasitas se utilizam de diferentes formas, uma bem estudada é mudar a estrutura dos canais iônicos de helmintos. Já foram identificados diversas mutações em genes que estão relacionados com a resistência a essas drogas e várias destas mutações promovem mudanças estruturais  dos canais iônicos. Codificando subunidades diferentes desses canais, o receptor apresentará um perfil farmacológico diferente e, portanto, pode não ser mais alvo de algumas drogas.
Uma outra forma de resistência a anti-helmínticos, agora por uma via não relacionada a canais iônicos e mais especificamente aos benzamidazois, é a mimetização da β-tubuína do hospedeiro pelo parasita: em parasitas sem resistência, a droga β-tubuína é diferente da β-tubuína humana, por isso a droga pode selecionar a β-tubuína do parasita; porém, quando ocorre a troca de uma fenilalanina por um tirosina na posição 200, as duas β-tubuínas (humana e do parasita) ficam muito semelhantes, fazendo com que a droga não tenha mais especificidade.